# La Bastida de Totana

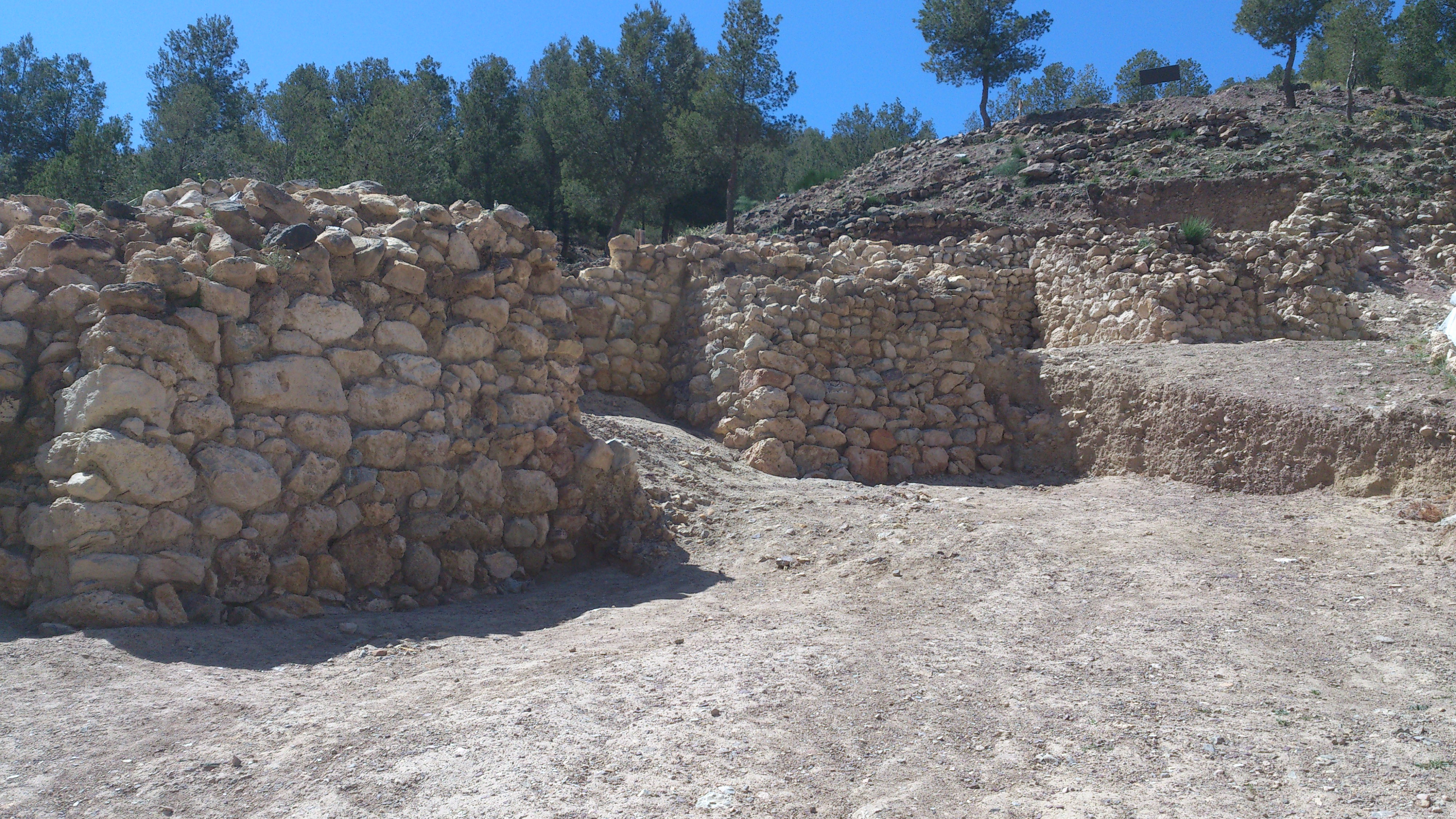
Die Ausgrabungsstätte La Bastida de Totana in Spanien

La Bastida de Totana ist eine archäologische Ausgrabungsstätte in der Nähe von Totana in der Region Murcia in Südostspanien. Sie gilt als eine der wichtigsten Städte und Nekropole der El-Argar-Kultur und  wurde am 19. Oktober 2005 in die Liste der geschützten Kulturgüter als Bien de Interés Cultural aufgenommen. 

## Lage

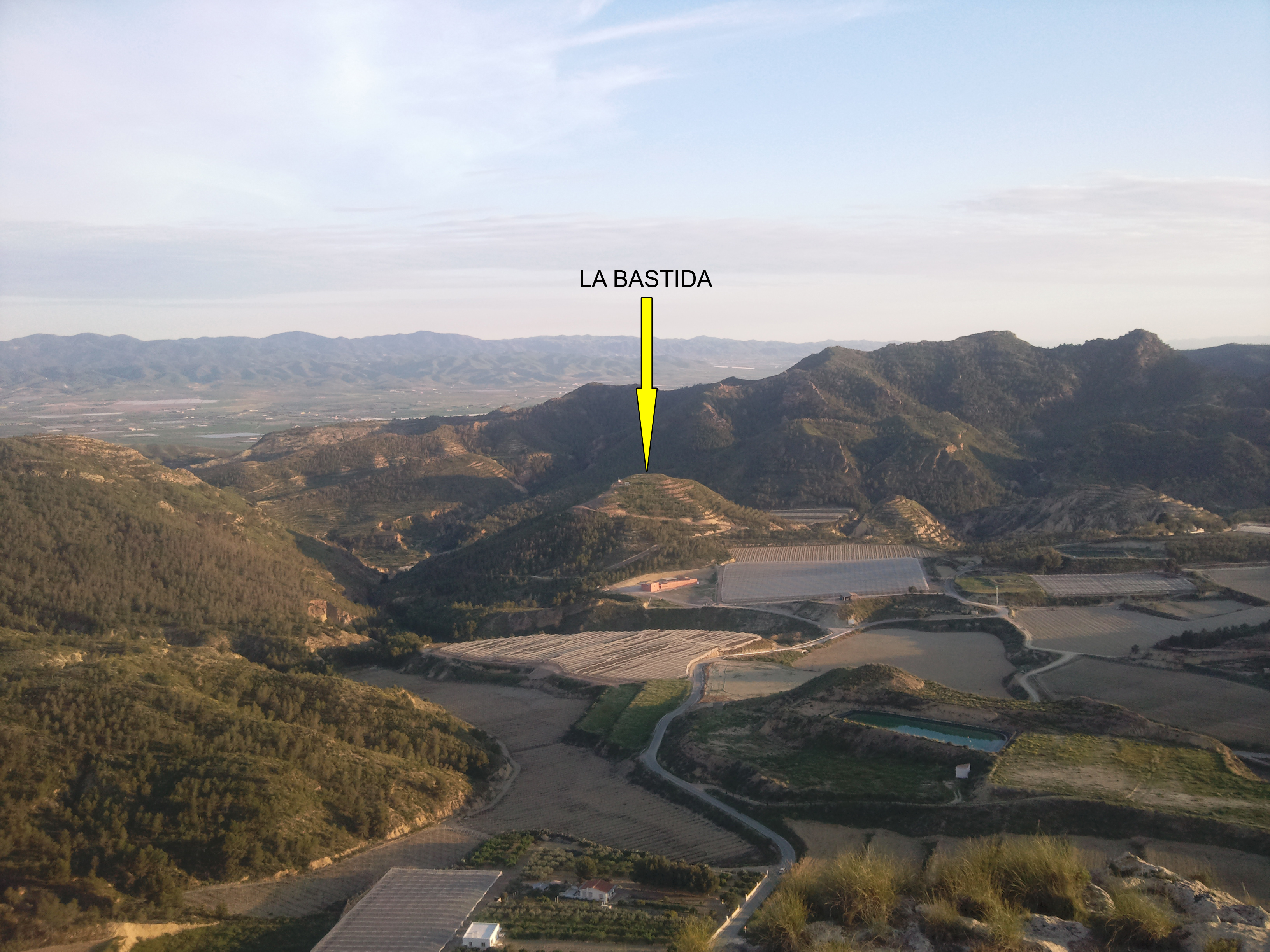
Panoramablick auf Ausgrabungsort und Umgebung

Sie liegt strategisch günstig am oberen Steilhang des Berges Gordo, etwa sechs Kilometer westlich von Totana. Wie Roberto Risch erklärte, ist diese Lage ein Markenzeichen der El-Argar-Kultur. Im Gegensatz zu den eher ärmlichen Siedlungen in landwirtschaftlich genutzten, fruchtbaren Talebenen sind ihre Machtzentren auf Bergen positioniert, die wiederum von noch höheren Gebirgszügen umgeben sind.

## Beschreibung
La Bastida de Totana wird von den Leitern der Ausgrabung, Vicente Lull, Rafael Micó, Cristina Rihuete und Roberto Risch als archäologische Sensation bezeichnet, da dort die Überreste der ersten städtischen Höhensiedlung und geplanten Befestigungsanlage in Spanien in der Übergangszeit von der Kupfer- zur Bronzezeit offengelegt werden konnten. Anhand der Größe der Gesamtanlage von über fünf Hektar war sie zu ihrer Gründungszeit vermutlich eine der größten Städte Europas. Manche Zeitungsartikel schreiben auch vom „Troja Europas“.

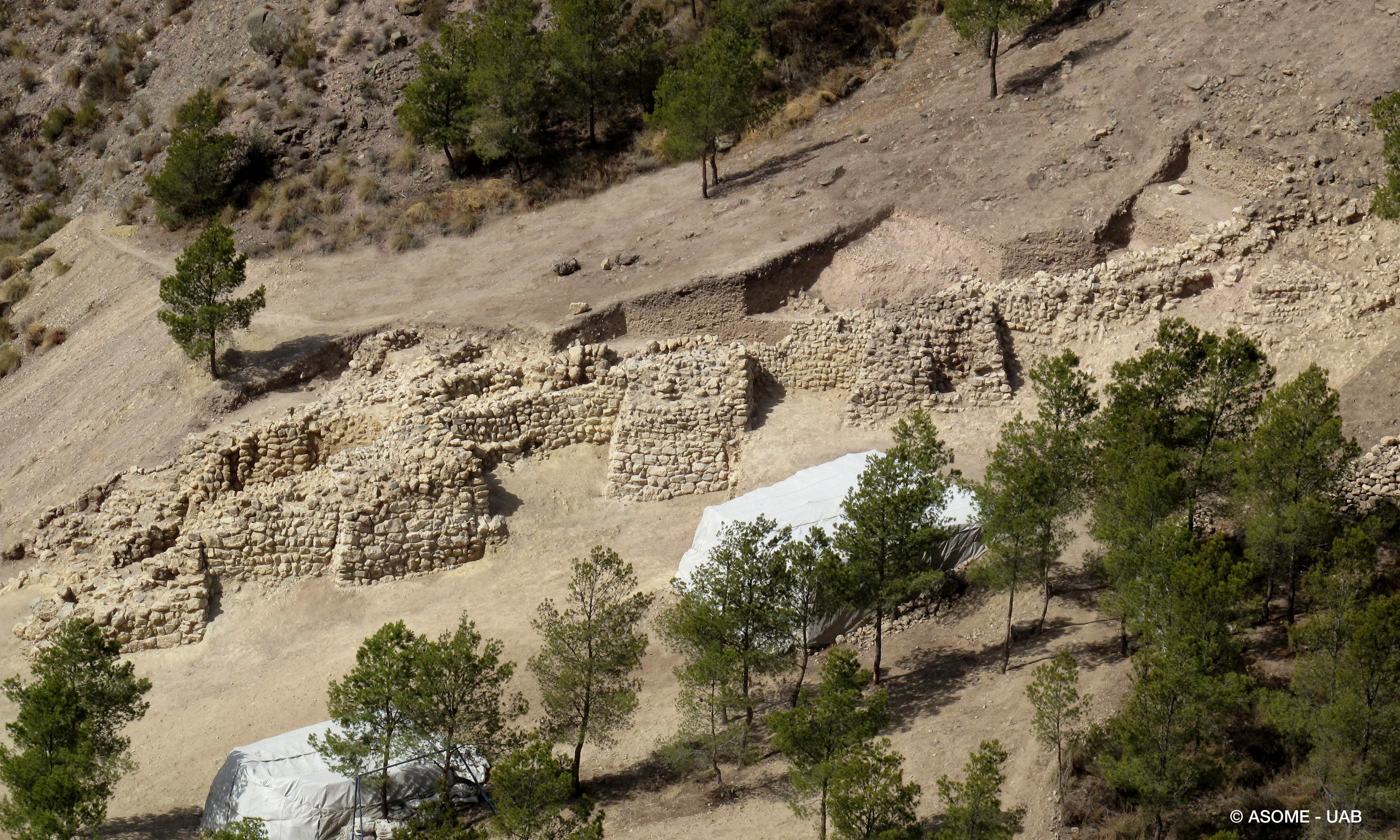
Die Grundmauer der Wehranlage

Die Siedlung ist noch nicht vollständig freigelegt worden, allerdings können anhand der Funde schon Bezirke innerhalb der ursprünglich bis zu sechs Meter hohen Stadtmauern aus Sandstein ausgemacht werden.
Anhand der Befestigungsmauer wird von defensiv-militärischen Überlegungen ausgegangen.
Die Siedlung erstreckte sich dank eines Terrassensystems bis zu einer Höhe von 375 m ü. M. und gilt als eine der größten der El-Argar-Kultur. Es wird vermutet, dass es neben privaten Gebäuden auch öffentliche Einrichtungen, wie z. B. eine Anlage zur Sammlung, Speicherung und Verteilung von Trinkwasser gab.

## Wichtige Funde

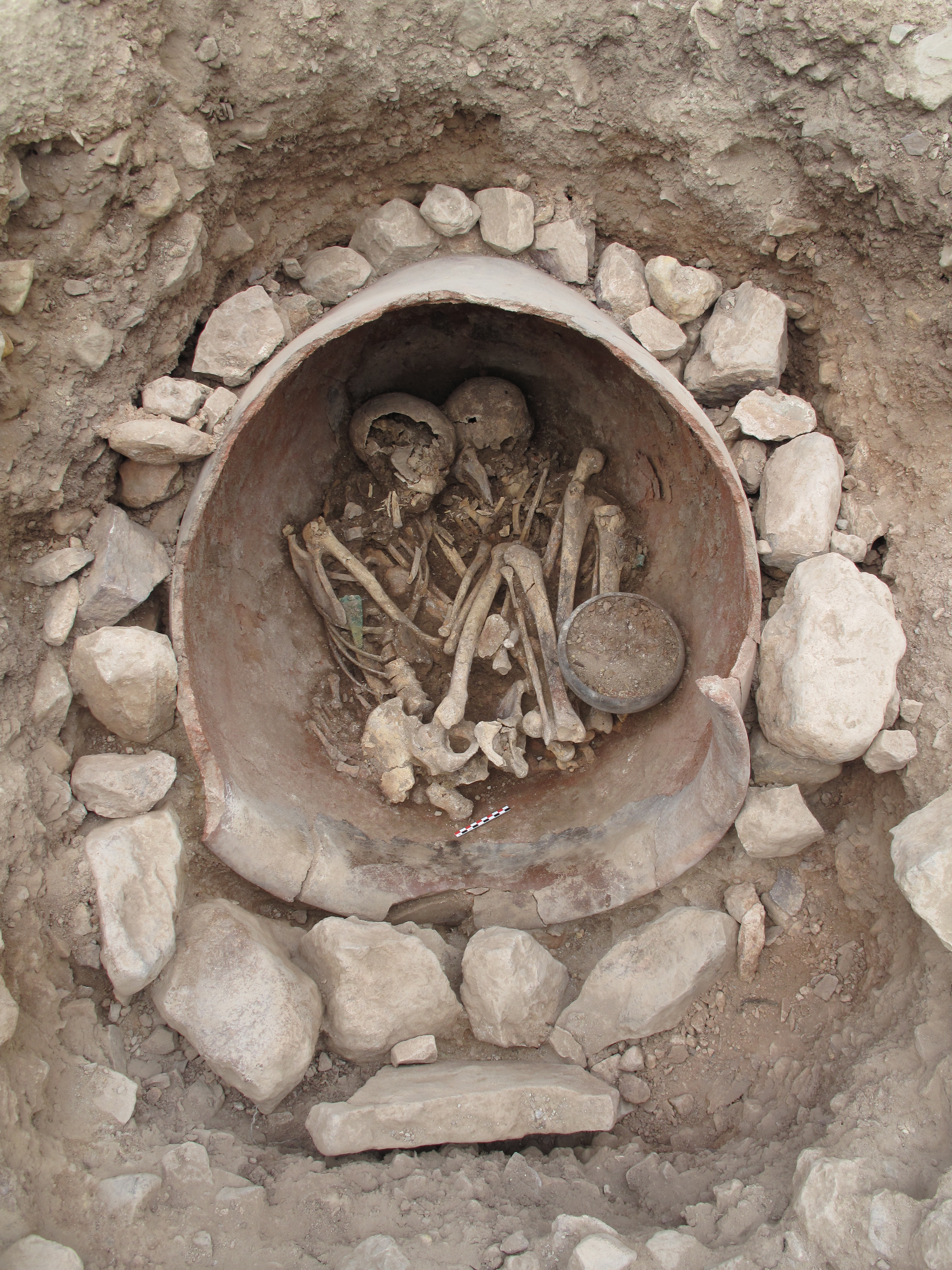
Grab Nr. 18 in einem Pithos

Typisch für die El-Argar-Kultur sind die Bestattungen der Toten innerhalb der Häuser oder der Umfriedung. Auch in Bastida de Totana wurden Gräber gefunden, die durch die Grabbeigaben Aufschluss geben über die sozialökonomische Stellung des Bestatteten, da es sich im Gegensatz zum vorangehenden Chalkolithikum um erste Individualgräber handelt. Darüber hinaus könnten Letztere, wie auch der Ort des Grabes, Hinweise liefern über den unterschiedlichen sozialen Status der Bewohner der jeweiligen Stadtteile. 
Neben den eigentlichen Fundstücken gibt deren Anordnung Grund für die Hypothese, dass konkrete Arbeitsplätze gefunden worden sind. So sind hier anhand von Tiegeln und Gussformen metallurgische Werkstätten nachweisbar.
Konkret fanden sich neben den Gebäuden und Gräber selbst:
- Webgewichte
- Keramik, wie Behälter zur Aufbewahrung, Tassen und Schalen
- Werkzeuge aus Lehm, Keramik, Metall und aus Tierknochen
- Waffen, wie Schwerter, Äxte und Dolche
- Bronze-Pokale

## Geschichte
Die Ausgrabungen zeigen drei Bauphasen innerhalb der Höhensiedlung, die in den 600 Jahren ihres Bestehens nie über die seit Gründung bestehende Wehranlage hinaus erweitert wurde erweitert wurde. Der Gründung der Stadt im frühen Spätneolithikum ging die Planung der Wehranlage voraus.
Die Bewohnung und Bebauung wird in drei Phasen eingeteilt:
- Phase 1 (ca. 2200–2000 v. u. Z.)
- Phase 2 (ca. 2000–1850 v. u. Z.)
- Phase 3 (ca. 1850–1600/1550 v. u. Z.)

Die Forschungsgrabungen begannen schon Ende des 19. Jahrhunderts. Die beiden Archäologen Francisco Jordá Cerdá und John Davies Evans arbeiteten dort um 1950.